# جين لوكاس
جين لوكاس (بالإنجليزية: Gene Austin)‏ (و. 1900 – 1972 م) هو ممثل، وموسيقي، ومغن مؤلف، ومغني، من الولايات المتحدة الأمريكية، ولد في غينسفيل، كان عضوًا في الحزب الديمقراطي الأمريكي، توفي في بالم سبرينغس، عن عمر يناهز 72 عاماً بسبب سرطان الرئة.

## وصلات خارجية
- جين لوكاس على موقع IMDb (الإنجليزية)
- جين لوكاس على موقع ميوزك برينز (الإنجليزية)
- جين لوكاس على موقع أول موفي (الإنجليزية)
- جين لوكاس على موقع قاعدة بيانات الأفلام السويدية (السويدية)
- جين لوكاس على موقع إن إن دي بي (الإنجليزية)
- جين لوكاس على موقع ديسكوغز (الإنجليزية)
- جين لوكاس على موقع قاعدة بيانات الفيلم (الإنجليزية)